# سینه‌دارو
سینه‌دارو (نام علمی: Pulmonaria officinalis) نام یک گیاه علفی همیشه‌سبز از تیره گاوزبانیان است. سینه‌دارو جزء گیاهان پایا و زمین‌ساقه است. این گیاه سابقاً در درمان بیماری‌های ششی کاربرد داشته است.
نام دیگر این گیاه، علف قوش مشهور است.

## نگارخانه

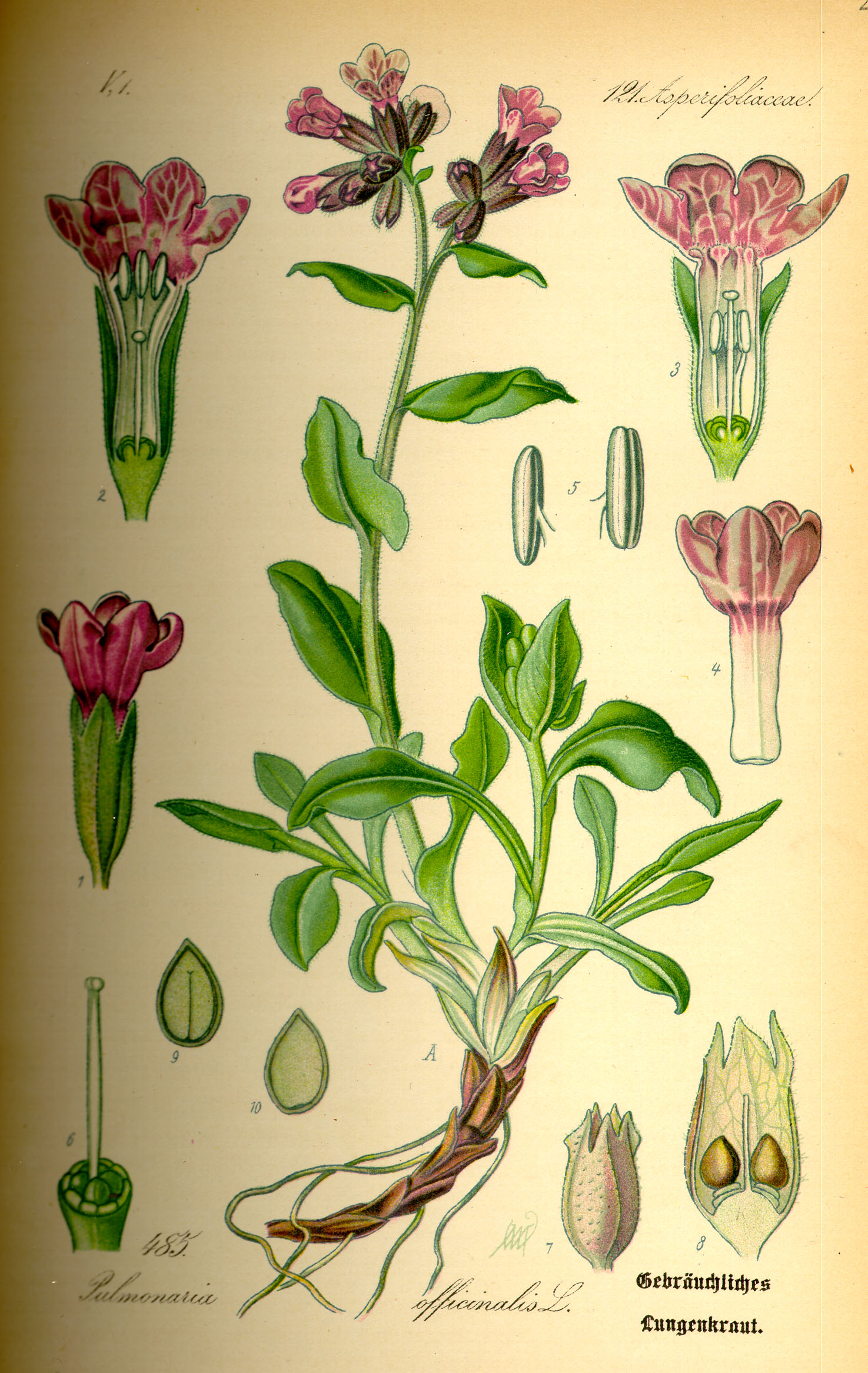
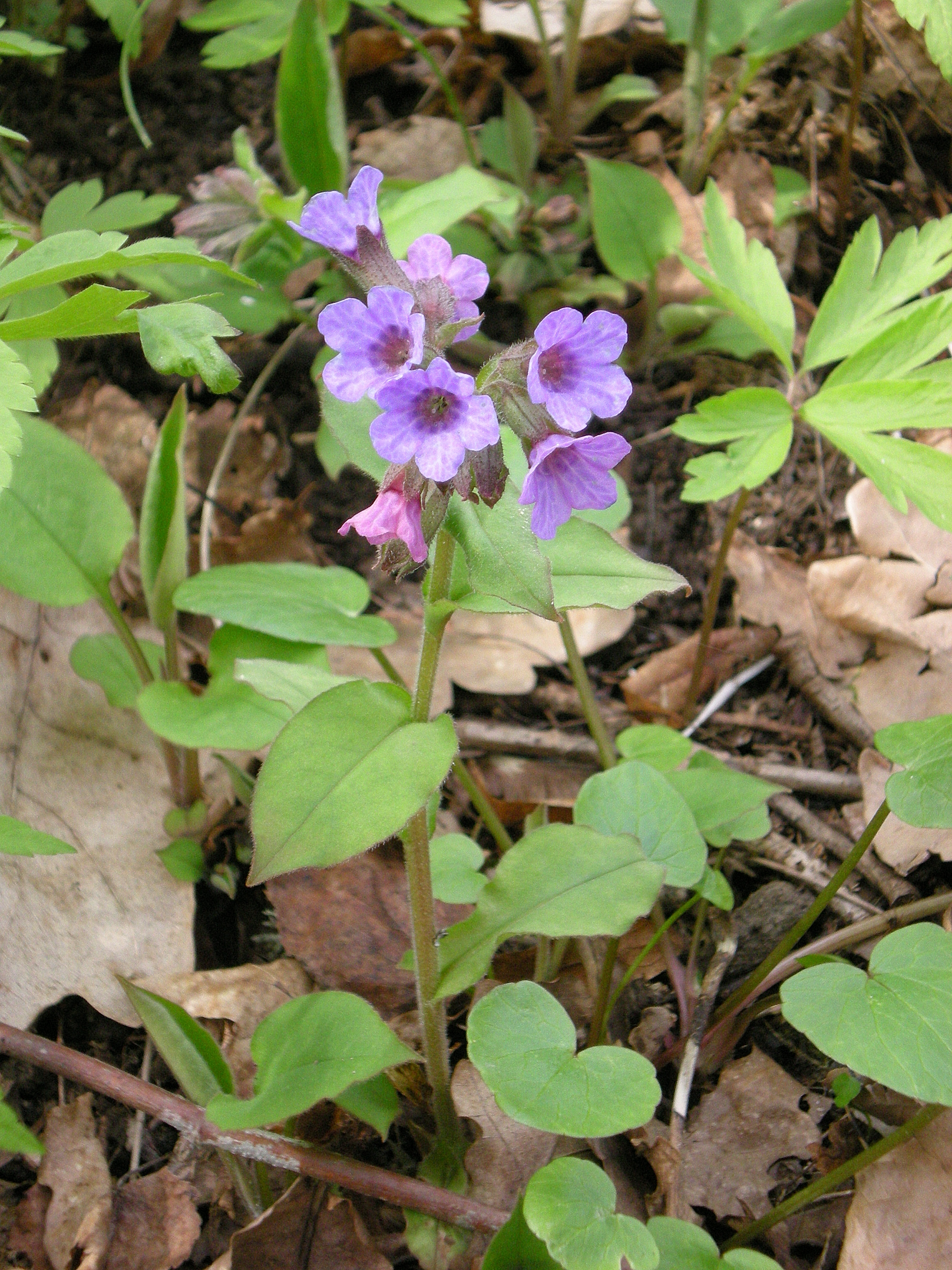
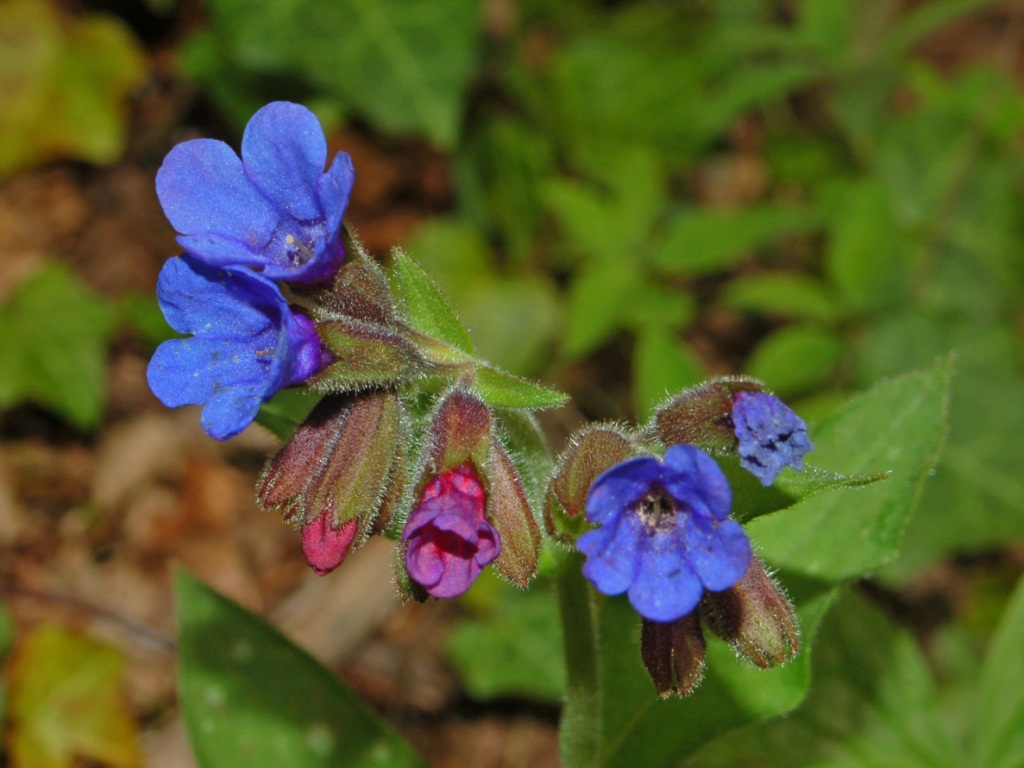
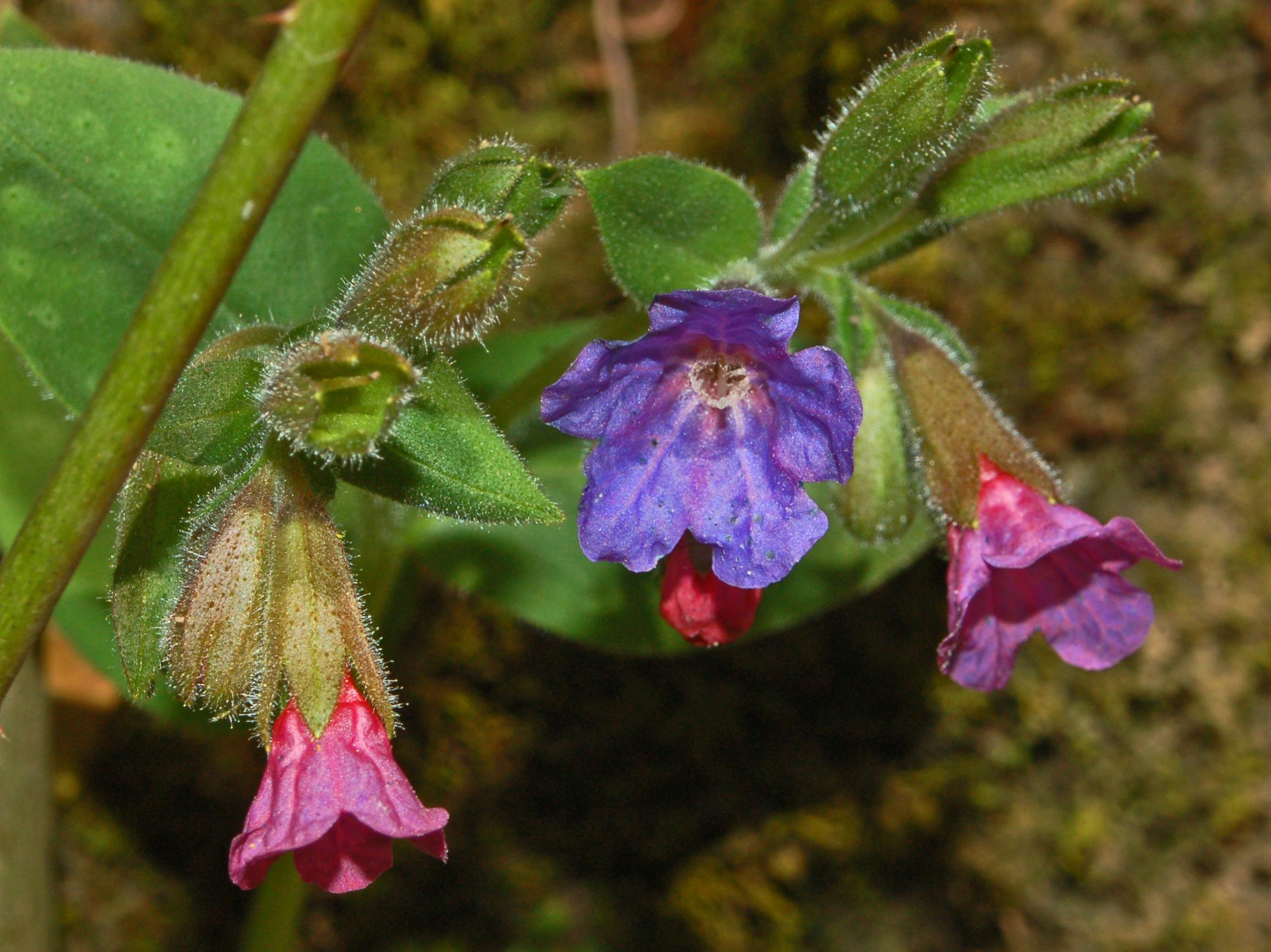
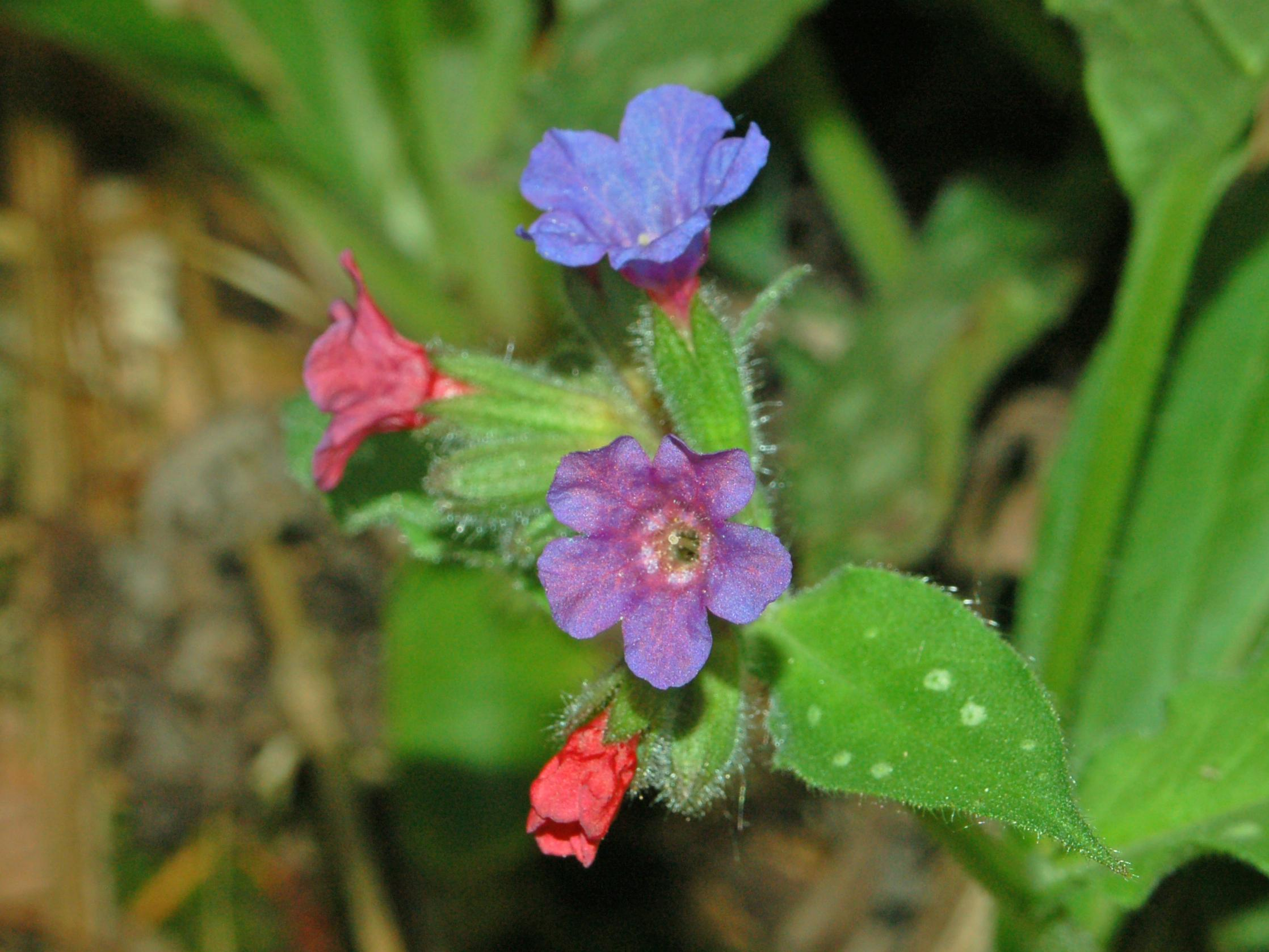
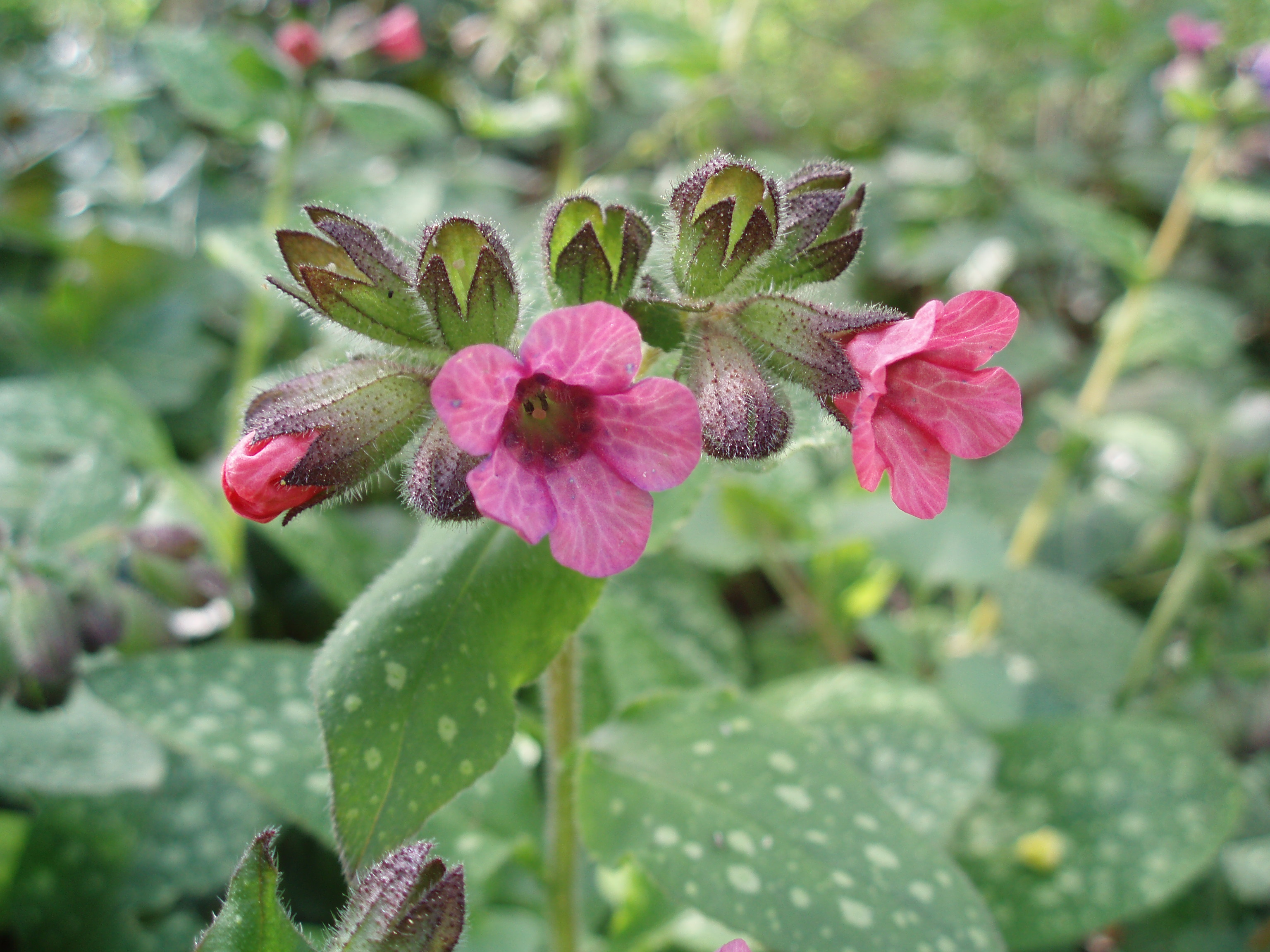